# تاريخ سيارة الإسعاف

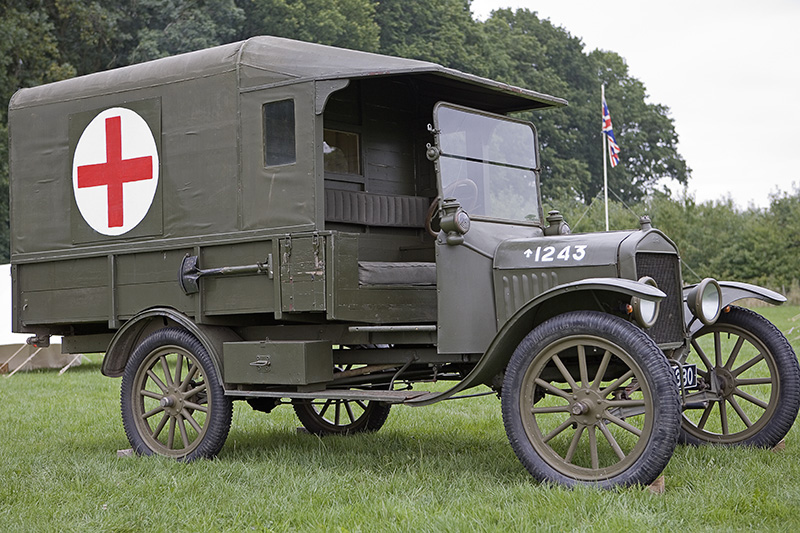
سيارة إسعاف Ford 1916 Model T Field. تم استخدام هذه اللوحة القماشية على نموذج إطار خشبي على نطاق واسع من قبل البريطانيين والفرنسيين وكذلك قوة المشاة الأمريكية في الحرب العالمية الأولى. كانت سرعته القصوى ، يتم إنتاجه بواسطة محرك تبريد بالماء رباعي الأسطوانات.

بدأ تاريخ سيارة الإسعاف في العصور القديمة مع استخدام العربات لنقل المرضى. استُخدِمت سيارات الإسعاف أول مرة للنقل الطارئ في عام 1487 من قبل القوات الإسبانية أثناء حصار مالقة من قبل الملوك الكاثوليك لإمارة غرناطة، ثم استُخدمت للحالات المدنية في ثلاثينات القرن التاسع عشر. أدى التقدم التكنولوجي خلال القرنين التاسع عشر والعشرين إلى ظهور سيارات الإسعاف الحديثة التي تعمل بالطاقة الذاتية.

## النقل المبكر للمرضى

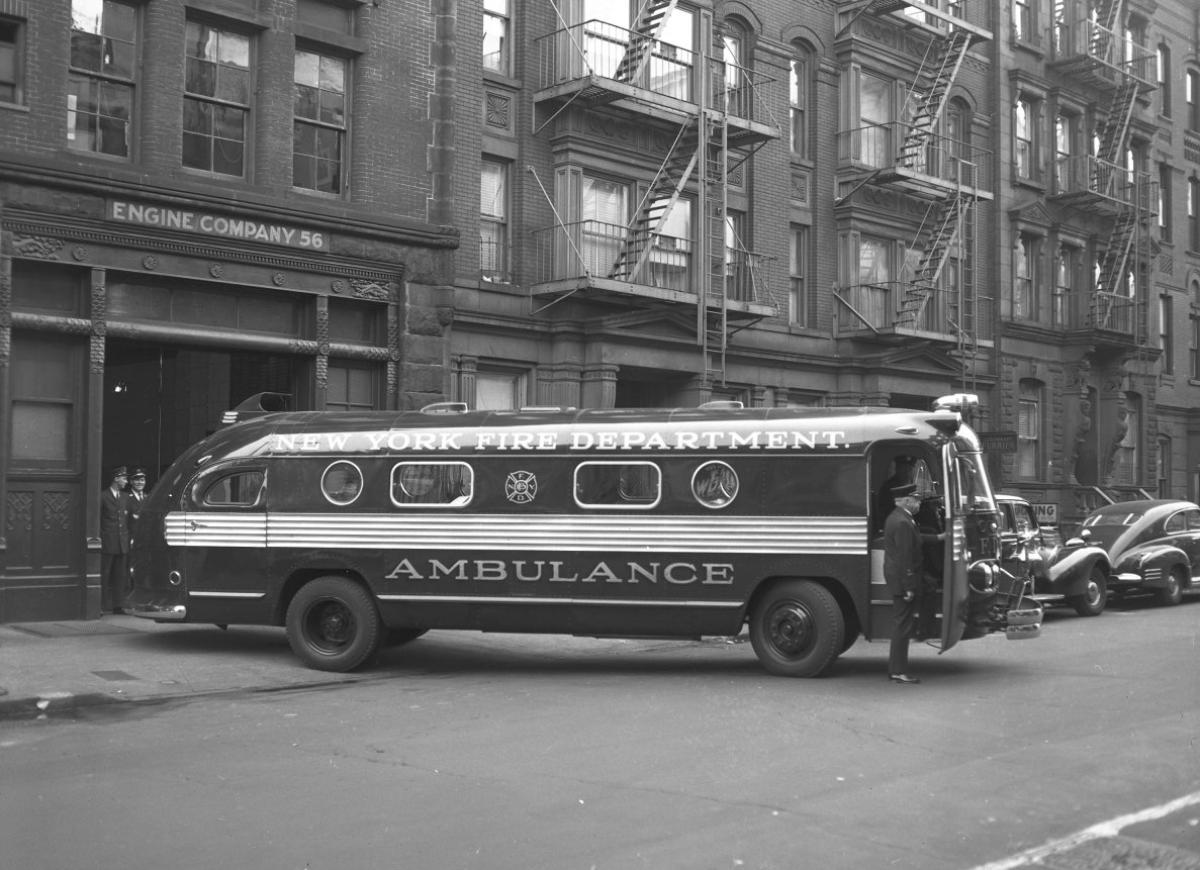
سيارة إسعاف FDNY في عام 1949

توجد أدلة على النقل القسري للمرضى الذين يعانون من مشاكل نفسية أو المرضى المصابين بمرض الجذام في العصور القديمة، ربما كان أول سجل لمثل هذه السيارة هو عربة على شكل أرجوحة شُيدت حوالي 900 بعد الميلاد من قبل الأنجلو ساكسون.
خلال الحروب الصليبية في القرن الحادي عشر، أنشأ فرسان المستشفى مستشفيات لعلاج الحجاج الجرحى في معاركهم في "الأرض المقدسة"، على الرغم من عدم وجود أدلة واضحة تشير إلى كيفية وصول الجرحى إلى هذه المستشفيات.
استخدم النورمانديون النقالة المعلقة بين الخيول على عمودين. استخدمت الاختلافات في نقالات الخيول والعربات التي تجرها الخيول حتى القرن العشرين.

## العلاج المبكر في ساحة المعركة
أول سجل لسيارات الإسعاف المستخدمة لأغراض الطوارئ يتعلق بقوات إيزابيلا الأولى من قشتالة في عام 1487. كان الجيش الإسباني في ذلك الوقت يعامل معاملة حسنة واجتذب متطوعين من جميع أنحاء القارة؛ ومن فوائدها المستشفيات العسكرية الأولى الإسعاف، على الرغم من عدم نقل الجنود المصابين للعلاج إلا بعد توقف المعركة، مما أدى إلى وفاة العديد منهم في ميدان المعركة.
حدث تغيير كبير في استخدام سيارات الإسعاف في المعركة مع سيارات الإسعاف فولانت التي صممها دومينيك جان لاري (1766-1842)، الذي أصبح فيما بعد كبير أطباء نابليون بونابرت. كان لاري حاضرًا في معركة سبايرز، بين الفرنسيين والبروسيين، وكان منزعجًا من أن العديد من سيارات الإسعاف (التي يُفترض أن تتمركز على بعد ميلين ونصف من موقع المعركة) لم تلتقط الجنود الجرحى إلى ما بعد توقف الأعمال القتالية، لذلك شرع في تطوير نظام إسعاف جديد. بعد أن قرر عدم استخدام النظام النورماندي للخيول، استقر على عربات تجرها الخيول بعجلتين أو أربع عجلات لنقل الجنود الذين سقطوا من ساحة المعركة النشطة بعد أن تلقوا العلاج المبكر في الميدان. قام لاري بتكييف مجموعة المحور من مدفعية الجيش الفرنسي التي يجرها حصان (المدفعية الطائرة) التي جعلت عرباتهم المدفعية قادرة على المناورة بشكل خاص على التضاريس غير المستوية، ولذلك سمى سيارات الإسعاف التابعة له "سيارات الإسعاف الطائرة" سيارات الإسعاف فولانتس. استخدمت سيارات الإسعاف الطائرة أول مرة من قبل جيش نهر الراين في عام 1793. طور لاري لاحقًا خدمات مماثلة لجيوش نابليون، وقام بتكييف سيارات الإسعاف الخاصة به مع الظروف؛ بما في ذلك تطوير النقالة التي يمكن أن يحملها الجمل للحملة الفرنسية 1798-1801 في مصر.

## تطوير الخدمات المدنية
في سيارات الإسعاف المدنية، أُحرز تقدم كبير مع إدخال عربة نقل لمرضى الكوليرا في لندن في عام 1832. وقالت صحيفة التايمز: "تبدأ العملية العلاجية فور وضع المريض في العربة؛ يتم توفير الوقت الذي يمكن توفيره لرعاية المريض؛ قد يُنقل المريض إلى المستشفى بسرعة حيث كانت المستشفيات قليلة وتقع على مسافات بعيدة من بعضها البعض".

## التقدم خلال الحرب الأهلية الأمريكية

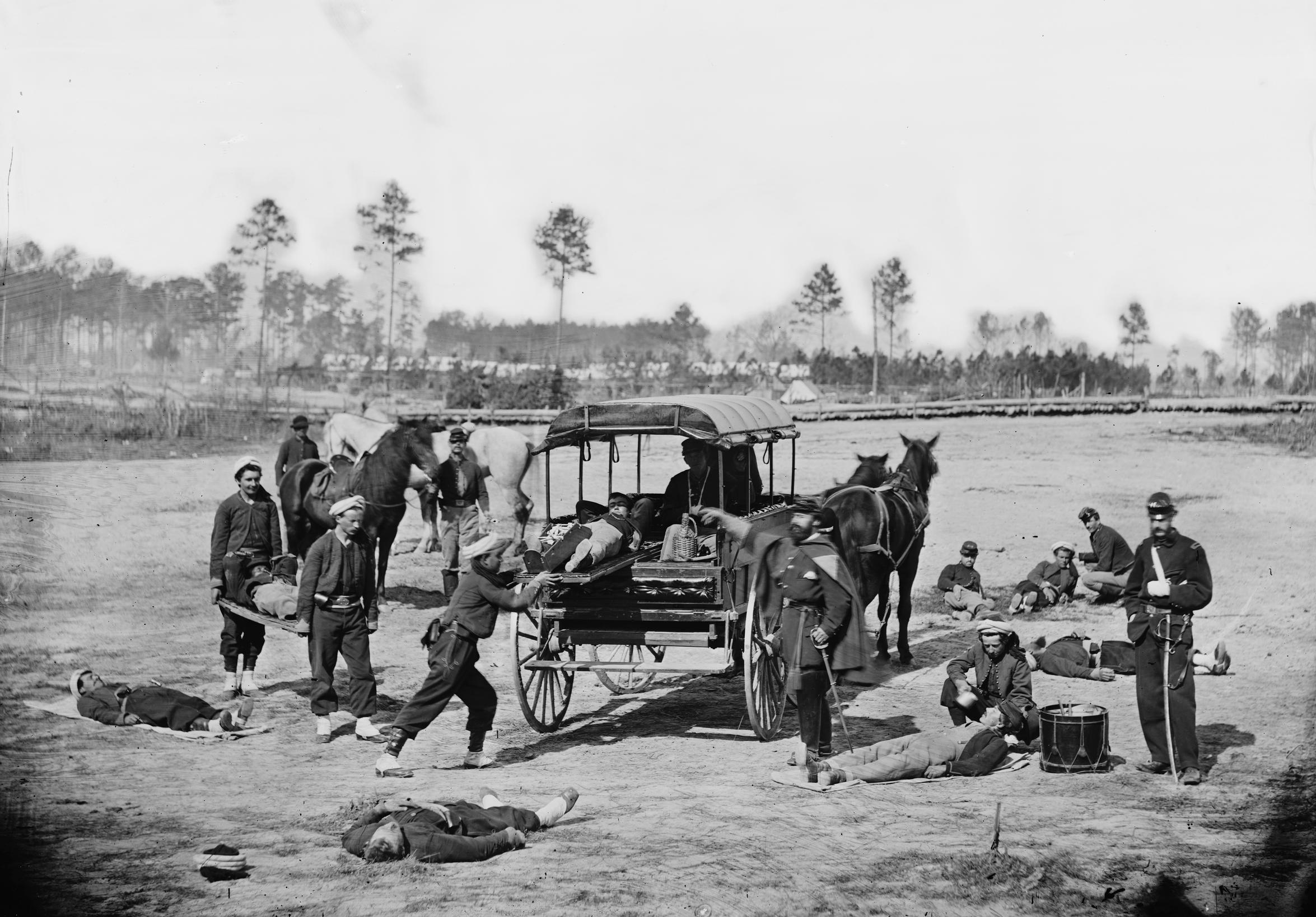
سيارة إسعاف يجرها حصان من الحرب الأهلية الأمريكية (1861-1865)

أُحرز المزيد من التقدم في الرعاية الطبية للجيش خلال الحرب الأهلية الأمريكية في الولايات المتحدة. قام الأطباء العسكريون التابعون للاتحاد جوزيف بارنز وجوناثان ليترمان ببناء عمل لاري وصمما نظام رعاية ما قبل دخول المستشفى للجنود، والذي استخدم تقنيات وطرق نقل جديدة. تأكدوا من أن كل فوج يمتلك عربة إسعاف واحدة على الأقل، بتصميم ذو عجلتين تستوعب مريضين أو ثلاثة. أثبتت سيارات الإسعاف هذه أنها خفيفة الوزن للغاية بالنسبة للمهمة، وتم التخلص منها تدريجيًا لاستبدالها بسيارة إسعاف "روكر Rucker"، التي سميت على اسم اللواء روكر، والتي كانت ذات تصميم رباعي العجلات، وكان مشهدًا شائعًا في ساحة المعركة في تلك الحرب. تم الضغط على المركبات الأخرى للخدمة خلال الحرب الأهلية، بما في ذلك عدد من الزوارق البخارية، والتي كانت بمثابة مستشفيات متنقلة للقوات. في هذه الفترة تم إدخال ممارسة نقل الجنود الجرحى إلى مرافق العلاج بالسكك الحديدية.

## بداية الخدمات المستندة إلى المستشفى

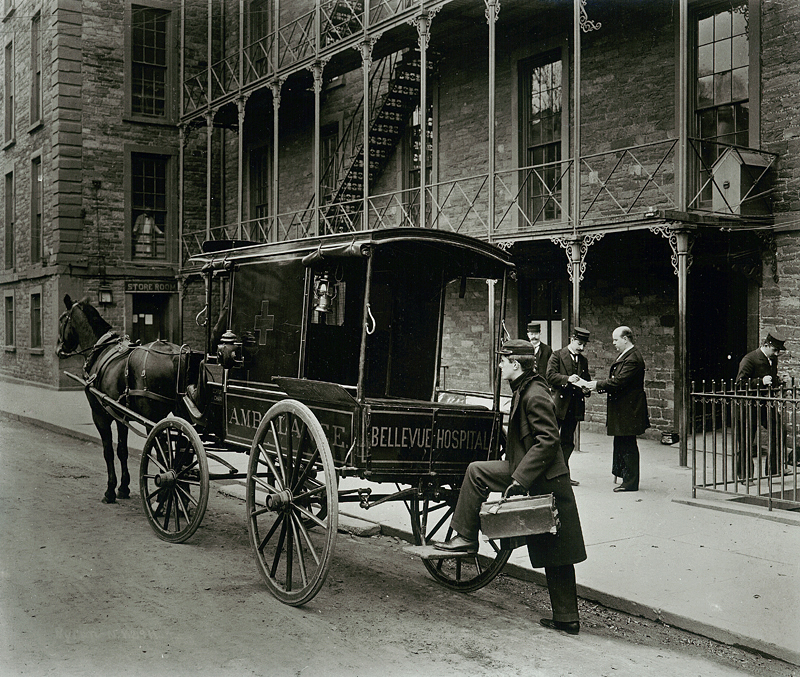
سيارة إسعاف يجرها حصان خارج مستشفى بلفيو في مدينة نيويورك عام 1895

أُنشأت أول خدمة إسعاف معروفة في المستشفى من المستشفى التجاري، سينسيناتي، أوهايو (الآن مركز جامعة سينسيناتي الطبي) بحلول عام 1865. سرعان ما تبع ذلك خدمات أخرى، لا سيما خدمة نيويورك المقدمة من مستشفى بلفيو. كلف إدوارد دالتون، الجراح السابق في جيش الاتحاد، بإنشاء مستشفى في نيويورك السفلى. بدأ خدمة سيارات الإسعاف لنقل المرضى إلى المستشفى بشكل أسرع وأكثر راحة، وهي الخدمة التي بدأت في عام 1869. حملت سيارات الإسعاف معدات طبية، مثل الجبائر ومضخة المعدة والمورفين والبراندي، مما يعكس الطب المعاصر. اعتقد دالتون أن السرعة كانت جوهرية، وفي البداية تم الاحتفاظ بالخيول في حالة انتظار أثناء انتظار مكالمة: في غضون بضعة أشهر، تم استبدال هذه الممارسة بترتيب تسخير "قطرة" أو "مفاجئة"، حيث خفضت بواسطة بكرة من السقف مباشرة على الحصان: بموجب أي من المخططين، كانت سيارات الإسعاف جاهزة للذهاب في غضون 30 ثانية من الاتصال. حظيت الخدمة بشعبية كبيرة ونمت بسرعة، مع عام 1870 الذي شهد استقبال سيارات الإسعاف 1401 مكالمة طوارئ، ولكن بعد 21 عامًا، تضاعف هذا أكثر من ثلاثة أضعاف ليصل إلى 4392. في الأسبوع الأول من العملية، كان طاقم سيارات الإسعاف يعمل من قبل طاقم المنزل في المستشفى، وبعد ذلك استأجر المستشفى الأطباء. دنكان لي وروبرت تايلور كجراحين متفرغين للإسعاف؛ من الآن فصاعدًا، كانت الخطة هي تزويد سيارات الإسعاف بخريجين جدد من برنامج التدريب الجراحي في بلفيو، والذين سيخدمون لمدة ستة أشهر ويحل محلهم موظفون جدد من فصول التخرج المتتالية. ومع ذلك، تعثر هذا المخطط على الفور، عندما رفض الخريجون الجدول الزمني والراتب المعروض: 50 دولارًا في الشهر، و12 ساعة عمل، ويوم عطلة كل أربعة أسابيع. بدلاً من ذلك، بحلول نهاية عام 1869، تم ترسيخ نظام تزويد سيارة الإسعاف بالمقيمين تحت التدريب (الذين يمكن تعيينهم ببساطة، بدلاً من الاضطرار إلى تجنيدهم). في أواخر عام 1935، كان هؤلاء المتدربون يتقاضون نفس مبلغ 50 دولارًا في الشهر الذي كان أجدادهم يتقاضونه.
في عام 1867، استقبل مجلس متروبوليتان أسايلومز في لندن، في المملكة المتحدة، ست سيارات إسعاف تجرها الخيول بغرض نقل مرضى الجدري والحمى من منازلهم إلى المستشفى. صُممت سيارات الإسعاف هذه لتشبه العربات الخاصة، ولكنها كانت مزودة ببكرات في أرضياتها وأبواب خلفية كبيرة للسماح للمريض بالاستلقاء على سرير مصمم خصيصًا للتحميل بسهولة. تم توفير مساحة للمضيف للركوب مع المريض، وتم تصميم مقصورة المريض بالكامل بحيث يسهل تنظيفها وتطهيرها من التلوث. يمكن لأي شخص يرغب في دفع تكلفة استئجار الخيول استدعاء سيارة الإسعاف عن طريق البرقية أو شخصيًا.

## بداية الخدمات المخصصة
في عام 1880، اقترح رئيس معهد ليفربول الطبي، ريجينالد هاريسون، سيارة إسعاف تجرها الخيول للمدينة. في عام 1884، تم إنشاء خدمة الإسعاف هذه في مستشفى ليفربول الشمالي: كانت الأولى في بريطانيا.
في يونيو 1887، تم إنشاء لواء سانت جون للإسعاف لتقديم الإسعافات الأولية وخدمات الإسعاف في المناسبات العامة في لندن. تم تصميمه على غرار هيكل القيادة والانضباط على الطراز العسكري. كانت جمعية سانت جون للإسعاف تقدم بالفعل الإسعافات الأولية للجمهور لمدة 10 سنوات سنوات قبل ذلك. تقدم الفروع الوطنية أو التابعة للولاية لجمعية سانت جون للإسعاف الآن خدمات الإسعاف والإسعافات الأولية في العديد من البلدان حول العالم.
في أيرلندا، تم إنشاء سيارة إسعاف سانت جون في عام 1903 في مصنع جينيس للبيرة في سانت جيمس جيت في دبلن من قبل دكتور، لاحقًا السير، جون لومسدن للعمال. في عام 1910 بدأت الجمعية واجبها العام الأول في جمعية دبلن الملكية. أثناء صعود عام 1916 و(بعد أن أصبح لواء إسعاف سانت جون المستقل في أيرلندا ) "الطوارئ" (الحرب العالمية الثانية) عمل اللواء كخدمة إسعاف وظل كذلك حتى إنشاء خدمات الإسعاف الإقليمية.
في عام 1938، تم إنشاء فيلق إسعاف فرسان مالطا في غالواي. في السنوات التي تلت تقدم هذه الخدمة التطوعية من قوة إلى قوة وهي الآن أكبر خدمة إسعاف تطوعية في أيرلندا وواحدة من أكبر المؤسسات الخيرية في أيرلندا.
في كوينزلاند، أستراليا، دعا المسعف العسكري سيمور واريان إلى اجتماع عام في بريزبين وأنشأ خدمة سيارات إسعاف بعد أن شهد حدثًا في أرض المعارض في بريزبين خلال أسبوع العرض في عام 1892. متسابق سقط، يعاني من كسر في ساقه، خرج من الملعب من قبل المارة حسن النية ولكنهم مضللون، مما أدى إلى تفاقم إصابته. نتيجة للاجتماع، تم تشكيل لواء نقل سيارات الإسعاف في كوينزلاند في 12 سبتمبر. كان أول مركز لسيارات الإسعاف في كوينزلاند يعمل انطلاقا من شركة بريسبان جريدة وكان الضباط في الخدمة الليلية ينامون على لفائف من الصحف على الأرض. كان لديهم نقالة، لكن لم يكن لديهم مركبة، وكانوا ينقلون المرضى على الأقدام، على الرغم من أنهم في الوقت المناسب، حصلوا على نقالات تجرها الخيول ومركبات في نهاية المطاف. بعد مرور عام على إنشاء مركز بريسبان، تم إنشاء مركز آخر في تشارترز تاورز في شمال كوينزلاند، ونما إلى أكثر من 90 مركزًا لسيارات الإسعاف التي يتحكم فيها المجتمع. في عام 1991 اندمجت مراكز QATB المستقلة لتشكيل خدمة سيارات الإسعاف في كوينزلاند والتي تعد الآن رابع أكبر خدمة سيارات إسعاف في العالم.

## استخدام وسائل النقل الجماعي لتوفير الخدمات الطبية الطارئة
في أواخر القرن التاسع عشر، بدأت سانت لويس، ميسوري، الولايات المتحدة في استخدام عربة ترولي على شبكة الترام الخاصة بهم المصممة لتكون بمثابة سيارة إسعاف، لنقل المرضى والمصابين. كان تصميم شبكة الترام في سانت لويس من النوع الذي جعل عربة الترام الخاصة بعربة الإسعاف، التي تم تقديمها في عام 1894، قادرة على الوصول إلى جميع المستوصفات الستة عشر في المدينة. تم طرح عربات الترولي في باهيا بالبرازيل عام 1913، وتضمنت مقصورة تبخير ومنطقة عمل للممرضات بسريرين.
في ألمانيا، في عام 1902، تم تقديم قطار إسعاف مدني (بناء على استخدام القطارات أثناء الصراع العسكري) لاستخدامه أثناء حوادث السكك الحديدية. كان يضم غرفة عمليات متنقلة وثمانية نقالات. كان الجراحون العاملون في السكك الحديدية يعيشون بالقرب من محطة السكة الحديد حيث كان يتمركز قطار الإسعاف، وتم استدعاؤهم للحضور العاجل في حالة الطوارئ. كان لهذا القطار الأولوية على القضبان، مع اضطرار جميع القطارات الأخرى إلى إفساح الطريق.

## إدخال وحدات المحرك

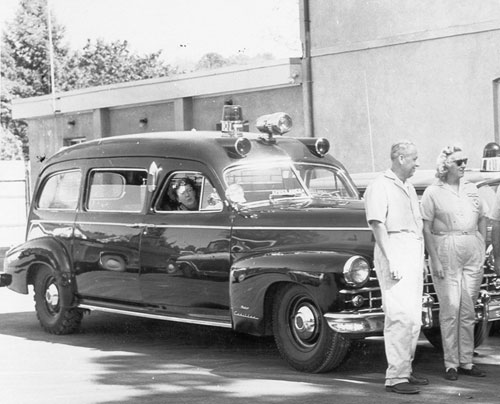
سيارة إسعاف كاديلاك ميتيور 1948

في أواخر القرن التاسع عشر، تم تطوير السيارة، وبدأ تقديمها جنبًا إلى جنب مع النماذج التي تجرها الخيول؛ كانت سيارات الإسعاف في أوائل القرن العشرين تعمل بالبخار والبنزين والكهرباء، مما يعكس تقنيات السيارات المنافسة الموجودة آنذاك. ومع ذلك، تم إدخال أول سيارة إسعاف تعمل بمحركات في الخدمة في العام الأخير من القرن التاسع عشر، مع مستشفى مايكل ريس، شيكاغو، الذي تسلم أول سيارة إسعاف للسيارات، تم التبرع بها في فبراير 1899 من قبل 500 رجل أعمال محلي بارز. تبعتها مدينة نيويورك في عام 1900، حيث أشادت بفضائلها المتمثلة في زيادة السرعة، والمزيد من الأمان للمريض، والتوقف الأسرع والركوب الأكثر سلاسة. كانت أول سيارتين من سيارات الإسعاف تعملان بالكهرباء بقوة 2 حصان (1.5 كـو) على المحور الخلفي.
كانت أول سيارة إسعاف تعمل بالبنزين هي سيارة إسعاف Palliser، التي تم تقديمها في عام 1905، وسُميت باسم النقيب. جون باليزر من الميليشيا الكندية. تم تصميم هذه السيارة ذات الثلاث عجلات (واحدة في المقدمة واثنتان في الخلف) للاستخدام في ساحة المعركة تحت نيران العدو. كانت عبارة عن جرار ثقيل، مغلف بصفائح فولاذية مقاومة للرصاص. فتحت هذه الدروع الفولاذية للخارج لتوفير مساحة صغيرة من الغطاء من النار (بعرض تسعة أقدام و7 قدم (2.1 م) عالية) لموظفي الإسعاف عندما كانت السيارة متوقفة.
تبع الجيش البريطاني بسرعة وراء الكنديين في إدخال عدد محدود من سيارات الإسعاف. في عام 1905، قام الفيلق الطبي للجيش الملكي بتكليف عدد من شاحنات الإسعاف ذات المحركات Straker-Squire. كانت تستند إلى حافلة ذات طابقين تم تصنيعها من قبل نفس الشركة، على الرغم من أنها تستند إلى قاعدة عجلات أقصر. كان عدد منهم في أوكسفوردشاير، يخدمون العديد من المعسكرات الرئيسية في المنطقة.
تم إنتاج أول سيارة إسعاف ضخمة تعتمد على السيارات (بدلاً من طرازات لمرة واحدة) في الولايات المتحدة في عام 1909 بواسطة James Cunningham، Son &amp; Company of Rochester، New York، الشركة المصنعة للعربات والسماع. تتميز سيارة الإسعاف هذه، التي تحمل اسم Model 774 Automobile Ambulance، 32 حصان (24 كـو)، محرك احتراق داخلي 4 أسطوانات. ركب الشاسيه على إطارات تعمل بالهواء المضغوط، بينما تميز الجسم بأضواء كهربائية، وسرير أطفال معلق بمقعدين مصاحبين، وجرس جانبي.

## الحرب العالمية الأولى
طوال الحرب العالمية الأولى، أحضر الصليب الأحمر أول سيارات إسعاف في ساحة المعركة واسعة النطاق لتحل محل المركبات التي تجرها الخيول، وكان هذا التغيير ناجحًا للغاية، وسرعان ما تم التخلص التدريجي من المتغيرات التي تجرها الخيول. في رعاية الطوارئ المدنية، كانت خدمات الإسعاف المخصصة تُدار بشكل متكرر أو تُرسل من قبل المستشفيات الفردية، على الرغم من أنه في بعض المناطق، مكنت خدمات التلغراف والهاتف أقسام الشرطة من التعامل مع واجبات الإرسال.
كانت المعدات التي تحملها سيارة الإسعاف تتغير بسرعة في هذا الوقت. تم إدخال جبائر الجر خلال الحرب العالمية الأولى، ووجد أن لها تأثير إيجابي على معدلات الاعتلال والوفيات للمرضى الذين يعانون من كسور في الساق. أصبحت أجهزة الراديو ثنائية الاتجاه متاحة بعد فترة وجيزة من الحرب العالمية الأولى، مما يوفر إرسالًا لاسلكيًا أكثر كفاءة لعربات الإسعاف. قبل الحرب العالمية الثانية بفترة وجيزة، كانت سيارة إسعاف حديثة تحمل معدات طبية متطورة، وكان يعمل بها طبيب، وتم إرسالها عن طريق الراديو. وكثيرا ما وُجد أن سيارات الإسعاف كانت عبارة عن سمع - السيارة الوحيدة المتاحة التي يمكن أن تحمل مريضا راقدا - وبالتالي كانت تدار في كثير من الأحيان من قبل دور الجنازة. عُرفت هذه المركبات التي يمكن أن تخدم لأي غرضين بالسيارات المركبة.

## الإسعاف الجوي

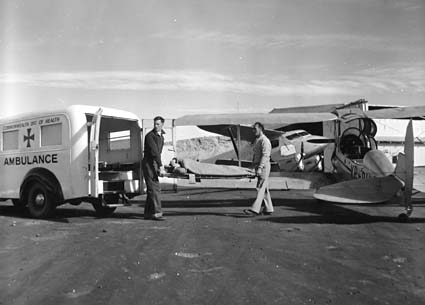
مركبات خدمة Flying Doctor الأسترالية في عام 1954

خلال الحرب العالمية الأولى، انتقل الطيران من التجريب إلى قوة عسكرية قوية، وبعد الحرب، مع وجود فائض من الطائرات المتداولة، تم العثور على استخدامات جديدة للطائرة. وشمل ذلك تحويل الطائرات في جميع أنحاء العالم إلى طائرات إسعاف. على الرغم من أنه في عام 1917، وضع الملازم كليفورد بيل، طالب الطب، الخطوط العريضة لنظام الطائرات الثابتة الجناحين والمرافق الأرضية المصممة لتقديم الخدمات الطبية إلى المناطق النائية الأسترالية. لم تظهر أولى سيارات الإسعاف الجوي المصممة خصيصًا حتى أواخر عشرينيات القرن الماضي. أصبحت هذه الأفكار حقيقة واقعة بتوجيه من القس جون فلين في عام 1928 عندما أنشأت خدمة البعثة الداخلية الأسترالية الخدمة الطبية الجوية، وهو برنامج تجريبي مدته عام واحد. كان للأطباء في هذا البرنامج عدة مسؤوليات، كان من بينها السفر إلى المريض وعلاجه ونقله إلى المستشفى إذا لم يتمكن الطبيب من تقديم الرعاية المناسبة في مكان الحادث. في النهاية، أصبحت هذه التجربة خدمة Royal Flying Doctor Service في أستراليا.

## الحرب العالمية الثانية

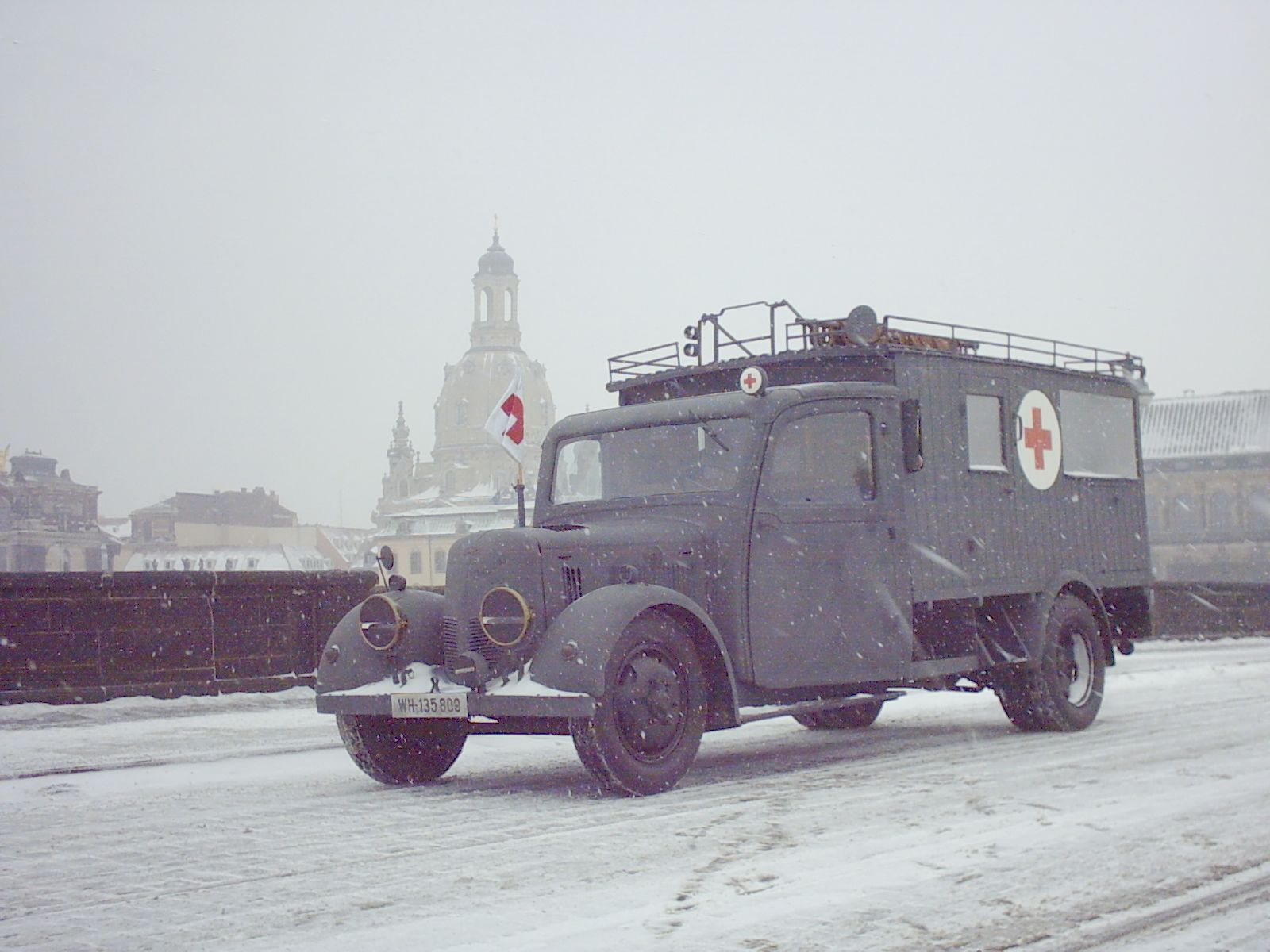
سيارة إسعاف ألمانية من حقبة الحرب العالمية الثانية

في كثير من أنحاء العالم، انخفضت جودة سيارات الإسعاف بشكل حاد خلال الحرب العالمية الثانية، حيث تم سحب الأطباء، الذين تحتاجهم القوات المسلحة، من سيارات الإسعاف. في المملكة المتحدة، خلال معركة بريطانيا، كانت الحاجة إلى سيارات الإسعاف كبيرة جدًا لدرجة أنه تم الاستيلاء على الشاحنات والضغط عليها للخدمة، وغالبًا ما كانت تحمل العديد من الضحايا في وقت واحد. بعد الحرب، استمر الأطباء في ركوب سيارات الإسعاف في بعض البلدان، ولكن ليس في بلدان أخرى. تم الضغط على المركبات الأخرى، بما في ذلك السيارات المدنية وسيارات الشرطة، في الخدمة لنقل المرضى بسبب نقص الموارد المخصصة. تم استخدام سيارات الإسعاف العسكرية مثل Austin K2 / Y في مناطق القتال والجبهة الداخلية. أصبحت الأمريكية دودج 3/4 طن WC-54 سيارة إسعاف قياسية متحالفة في وحدات الخط الأمامي.  أصبحت دودج 1/2 طن 9 18 27 قياسية حول القواعد في الخارج وفي الولايات المتحدة. وشهدوا أيضًا قتالًا في إفريقيا وعبر أجزاء من أوروبا والمحيط الهادئ.

## الحرب الكورية
خلال الحرب الكورية، أنتجت القوات الجوية الأمريكية التي تم إنشاؤها حديثًا عددًا من وحدات الإسعاف الجوي لاستخدامها في الوحدات الطبية التشغيلية المتقدمة، باستخدام طائرات الهليكوبتر للإجلاء السريع للمرضى. المروحية H-13 Sioux، التي اشتهرت من خلال النسخ السينمائية والتلفزيونية لـ M * A * S * H، نقلت 18000 جندي جريح خلال الصراع. كان عمل سرب الإخلاء الجوي الطبي ناجحًا وتكررت القوات الأمريكية في فيتنام. امتد استخدام المروحيات في عمليات الإجلاء الطبي في حالات الطوارئ ليشمل الممارسة المدنية من قبل مجموعات مثل جمعية الإنقاذ الجوي للصدمات.

## النقل إلى الرعاية في مكان الحادث

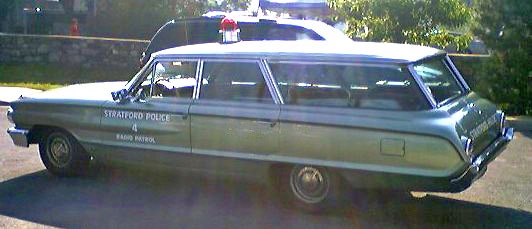
طراد شرطة من عام 1964، ومجهز أيضًا لنقل المرضى

بعد تحطم قطار هارو وويلدستون في عام 1952، تمت إعادة هيكلة سيارات الإسعاف في بريطانيا لتصبح "مستشفى متنقلًا"، بدلاً من مجرد نقل المرضى، مما أدى إلى سيارات إسعاف حديثة. تم تطوير الإنعاش القلبي الرئوي وقبوله كمعيار لرعاية السكتة القلبية خارج المستشفى؛ تم تقديم مزيل الرجفان، الذي يعتمد جزئيًا على الفهم المتزايد لاضطراب ضربات القلب، وكذلك الأدوية الجديدة التي سيتم استخدامها في حالات السكتة القلبية؛ في بلفاست، أيرلندا الشمالية، نجحت سيارة إسعاف متنقلة للرعاية التاجية في إنعاش المرضى باستخدام هذه التقنيات؛ وأظهرت الدراسات المتطورة الحاجة إلى إصلاح خدمات سيارات الإسعاف. ضغطت هذه الدراسات على الحكومات لتحسين الرعاية في حالات الطوارئ بشكل عام، بما في ذلك الرعاية التي تقدمها خدمات الإسعاف. كان جزء من النتيجة هو إنشاء معايير في بناء سيارات الإسعاف فيما يتعلق بالارتفاع الداخلي لمنطقة رعاية المرضى (للسماح للمشرف بالاستمرار في رعاية المريض أثناء النقل)، وفي المعدات (وبالتالي الوزن) التي تستخدمها سيارة الإسعاف كان عليه أن يحمل.

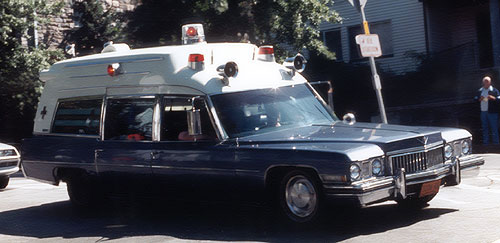
سيارة إسعاف كاديلاك ميلر ميتيور موديل 1973. لاحظ السقف الأعلى، مع مساحة أكبر للقابلات والمريض، وزيادة عدد أضواء التحذير.

قليل من سيارات الإسعاف التي كانت متاحة في ذلك الوقت، أو ربما لا تستوفي هذه المعايير. لذلك خضع تصميم سيارة الإسعاف لتغييرات كبيرة في السبعينيات. تم تطوير سيارات إسعاف عالية المستوى، لكن هيكل السيارة أثبت أنه غير قادر على قبول الوزن والمتطلبات الأخرى للمعايير الجديدة؛ يجب استخدام هيكل الشاحنة ( والشاحنة الخفيفة لاحقًا) بدلاً من ذلك. بدت سيارات الإسعاف في وقت مبكر تشبه إلى حد كبير نظيراتها المدنية، بعد أن أعطيت كمية محدودة من معدات مركبات الطوارئ مثل التحذيرات الصوتية والمرئية، والتركيبات الداخلية لحمل المعدات الطبية، وأبرزها نقالة. كانت خدمة فريدوم هاوس للإسعاف أول خدمة طبية طارئة في الولايات المتحدة يعمل بها مسعفون حاصلون على تدريب طبي يتجاوز الإسعافات الأولية الأساسية في عام 1967. مع مرور الوقت، نضجت سيارات الإسعاف بالتوازي مع نظام الطوارئ الطبية الذي تم تطويره حديثًا، واكتسبت القدرة على حمل معدات إضافية (محمولة ومثبتة بشكل دائم) حيث أضافت فرق الطوارئ الطبية والمسعفون هذه المعدات إلى ترسانتهم. تطور تصميم سيارة الإسعاف أيضًا ليعكس بيئة العمل والعوامل البشرية الأخرى للرعاية الطبية الطارئة (على سبيل المثال، رفع السقف أعلى من المعتاد لشاحنة). كما استمر التقدم في التكنولوجيا وفهم معدات سيارات الطوارئ في التأثير على تصميم سيارات الإسعاف، تمامًا كما فعلت مع سيارات الشرطة وإخماد الحرائق.

## مركبات حديثة

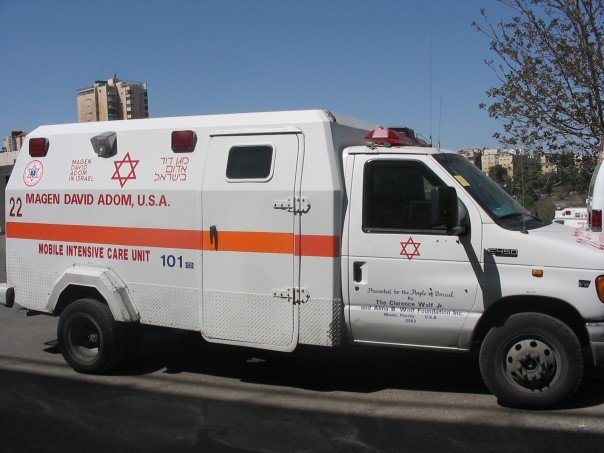
وحدة العناية المركزة المدنية المدرعة المتنقلة التابعة للطوارئ الإسرائيلية. يستخدم للاستجابة للمواقف الصعبة، فهو يشتمل على مقصورة خلفية مخصصة في شاسيه فورد E-450 للخدمة الفائقة

غالبًا ما تكون سيارات الإسعاف الحديثة مصممة خصيصًا، بالإضافة إلى المعدات الطبية المتخصصة المضمنة الآن في سيارات الإسعاف، كان للتحسينات على مستوى الصناعة في تصميم المركبات تأثير، بما في ذلك التحسينات في معدات الإنذار المسموعة والمرئية للمساعدة في حماية أطقم العمل في المواقف الضعيفة (كما هو الحال عند الاصطدام المروري على الطريق)، والتحسينات العامة مثل ABS، والتي تعتبر ذات قيمة خاصة لسيارات الإسعاف، بسبب السرعات التي تم الوصول إليها والوزن الذي تحمله. كانت هناك أيضًا تحسينات للمساعدة في حماية صحة ورفاهية أطقم سيارات الإسعاف، مثل إضافة مصاعد ذيل للمرضى، ومنحدرات ورافعات، لتقليل مقدار المناولة اليدوية التي يجب أن يقوم بها الطاقم.
لا يزال تصميم سيارة الإسعاف يتطور، ويرجع ذلك إلى حد كبير إلى المهارات المتزايدة ودور المسعفين وطاقم الإسعاف الآخرين، الذين يحتاجون إلى معدات متخصصة. تشمل العوامل الأخرى الدافعة للتحسين الحاجة إلى المساعدة في حماية طواقم سيارات الإسعاف من الحوادث الشائعة، مثل الاصطدامات المرورية والحوادث النادرة ولكنها كارثية مثل الأنشطة الإرهابية.

## روابط خارجية
- موقع جمعية الإسعاف التاريخية في فيكتوريا